# (31970) 2000 HD9
2000 HD9 (asteroide 31970) é um asteroide da cintura principal. Possui uma excentricidade de 0.21323160 e uma inclinação de 13.26409º.
Este asteroide foi descoberto no dia 27 de abril de 2000 por LINEAR em Socorro.